# Giovanni Gronchi
Giovanni Gronchi (Pontedera, 10 september 1887 - Rome, 17 oktober 1978), was een Italiaans politicus.

## Opleiding
Giovanni Gronchi studeerde literatuur en filosofie en promoveerde in 1902. In datzelfde jaar sloot hij zich aan bij Christelijke Beweging van de rooms-katholieke priester don Romolo Murri. Hij werkte aan docent klassieke literatuur aan verscheidene middelbare scholen. Tijdens de Eerste Wereldoorlog was hij militair.

## Vroege carrière
Gronchi was na de oorlog een van de oprichters van de Partito Popolare Italiano (Italiaanse Volkspartij) waarvan don Luigi Sturzo voorzitter werd en Gronchi een van zijn plaatsvervangers. In 1919 werd hij voor het kiesdistrict Pisa in de Kamer van Afgevaardigden gekozen; in 1921 werd hij herkozen. Daarnaast was hij voorzitter van de Italiaanse Confederatie van Christelijke Werkers, de katholieke vakbond. Van 1922 tot 1923 was hij onderstaatssecretaris van Industrie en Handel in het eerste kabinet-Mussolini. Tijdens een partijcongres in april 1923 in Turijn besloot de PPI haar leden uit de regering te halen. De PPI koos voor de oppositie. Gronchi sloot zich in 1924 aan bij de Aventijnse beweging (een soort oppositioneel parlement dat tegen het door fascisten gedomineerde parlement gekant was). In 1924 trad Sturzo als partijvoorzitter af en vluchtte kort daarop naar het buitenland. Samen met Giuseppe Spataro en Giulio Rodinò vormde hij een triumviraat (driemanschap), dat de partij leidde tot deze in 1926 werd verboden. Gronchi verloor daarop zijn zetel in het parlement.
Om te voorkomen dat hij lid moest worden van de Nationale Fascistische Partij (PNF) stopte hij werk als leraar. Hij voorzag zich in zijn levensonderhoud als (succesvol) zakenman, eerst als vertegenwoordiger en daarna als fabriekseigenaar.
In 1943 kwam Mussolini ten val en was Gronchi nauw betrokken bij de oprichting van de Democrazia Cristiana (Christendemocraten) en samen met Giorgio La Pira, Giuseppe Dossetti en Enrico Mattei leidde hij de linkervleugel van de partij.
Gronchi vertegenwoordigde de DC in het centraal comité van het Comitato di Liberazione Nazionale (CLN), het nationaal verzet.
In 1944 was hij minister van Justitie en van 1944 tot 1946 was Gronchi minister van Industrie en Handel onder premier Alcide De Gasperi. In 1946 werd hij lid van de nieuwe grondwetgevende vergadering. Met het uitbreken van de Koude Oorlog besloot De Gasperi om zonder de communisten en socialisten te verder te regeren. Dit besluit van De Gasperi stuitte op fel verzet van Gronchi, een groot voorstander van regeren met uiterst links. Van 1948 tot 1955 was hij voorzitter van de Kamer van Afgevaardigden.

## President van Italië
In 1955 eindigde het ambtstermijn van president Luigi Einaudi. De secretaris van de DC, Amintore Fanfani, en de partijleiding, schoven de liberaal Cesare Merzagora als opvolger naar voren. De uiterst rechtse vleugel en de uiterst linkse vleugel (de zgn. "vakbondsvleugel") van de DC weigerden Merzagora echter te steunen en schoven Gronchi als kandidaat naar voren. De kandidatuur van Gronchi kreeg ook de steun van de communisten (PCI), socialisten (PSI), monarchisten (AM) en neofascisten (MSI). Op 29 april 1955 werd Gronchi met 658 van de 883 stemmen tot president van Italië gekozen.
Als president (1955-1962) toonde hij zich een groot voorstander van een apertura di sinistra ("opening naar links"), dat wil zeggen het vormen van een regeringscoalitie bestaande uit de DC, de PSI en de PCI. De gematigd linkervleugel van de partij onder Fanfani was ook voorstander van een apertura di sinistra, maar wilde van een coalitie met de PCI (in die dagen nog Stalinistisch) niets weten. Gronchi wilde dat Italië zijn lidmaatschap van de NAVO zou opzeggen en een neutraal, niet-gebonden land zou worden. De Liberale Partij van Italië was fel tegen deze plannen.

### De crisis van 1960
In 1960 achtte Gronchi de tijd voor een "opening naar links" daar en benoemde Fernando Tramboni, een invloedrijk politicus van de linkervleugel van de DC, tot formateur. De DC kwam net enkele tientallen stemmen in het parlement te kort om een eenpartijkabinet te vormen en hoopte dat de Sociaaldemocratische Partij van Italië (Saragat) en de Republikeinse Partij van Italië een coalitie zouden aangaan met de DC. De PSI zou zo'n kabinet dan zeker haar goedkeuring geven. Maar het lukte Tramboni niet om een centrumlinkse regering te vormen. Hij vormde uiteindelijk een Christendemocratische minderheidsregering die op 8 april 1960 dankzij ultra rechtse steun (neofascisten en monarchisten) door het parlement werd goedgekeurd. Omdat Tramboni weinig zag in steun uit ultrarechtse hoek, bood hij op 11 april 1960 zijn ontslag aan bij president Gronchi. Gronchi benoemde daarop Fanfani tot kabinetsformateur, maar toen deze laatste er niet in slaagde om een nieuwe regering te vormen, kon Gronchi niet anders dan het ontslag van Tramboni intrekken. Op 29 april verkreeg de door Tramboni gevormde christendemocratische minderheidsregering de parlementaire steun van ultra rechts. Tramboni besloot nu toch te gaan regeren omdat Italië anders in een diepe crisis zou kunnen raken.
Op 30 juni, twee maanden na het aantreden van het kabinet-Tramboni braken er in Genua ernstige rellen uit tussen neofascisten en aanhangers van de antifascistische partijen die protesteerden tegen het door de regering goedgekeurde voorgenomen congres van de neofascistische partij demonstreerden. Het geweld sloeg al gauw over naar andere steden en de komende tien dagen was Italië in de greep van geweld. Er vielen 11 doden en ca. 1000 gewonden. Op 19 juli trad Tramboni af. Gronchi benoemde daarop Fanfani tot formateur die daarop haastig een centrumlinkse regering vormde die gesteund werd door de linkse PSI van Pietro Nenni. Zowel Fanfani als Gronchi zagen nu hun wens van een centrumlinkse regering in vervulling gegaan, maar Gronchi's persoon was de afgelopen maanden wel ernstig beschadigd. De rest van zijn ambtsperiode bleef Gronchi op de achtergrond.
In 1962 trachtte Gronchi met steun van Enrico Mattei als president te worden herkozen, maar deze poging mislukte en partijgenoot Antonio Segni werd tot president gekozen. Na zijn aftreden als president werd Gronchi senator voor het leven. Hij overleed op 17 oktober 1978 op 91-jarige leeftijd.